# Otto Bödiker

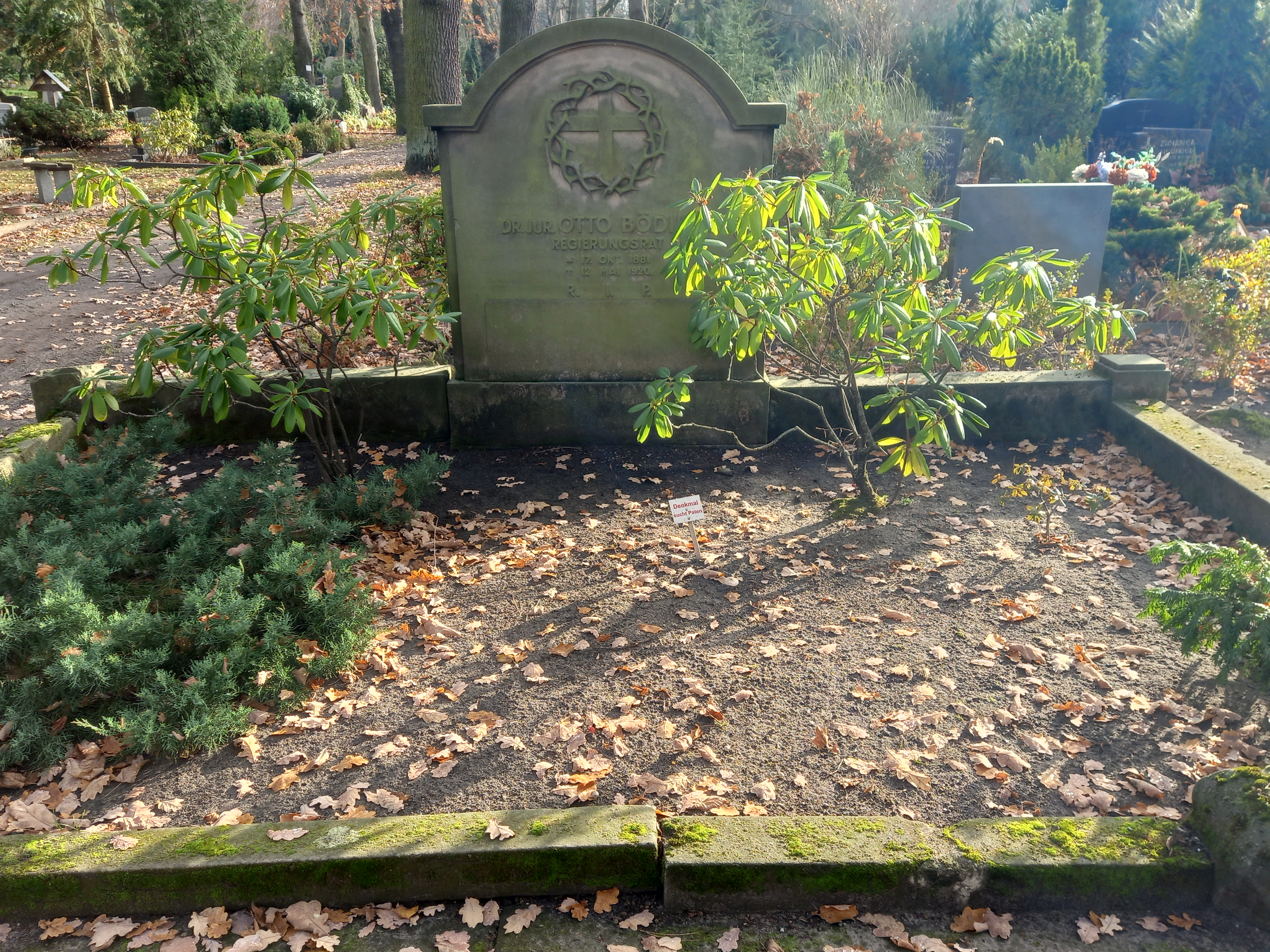
Das Grab von Otto Bödiker auf dem Friedhof der St.-Matthias-Gemeinde (Berlin-Tempelhof)

Otto Heinrich Wilhelm Anton Joseph Bödiker (geboren 17. Oktober 1881 in Berlin; gestorben am 12. Mai 1920 in Tempelhof) war ein preußischer Landrat.

## Leben
Der Katholik Otto Bödiker war ein Sohn von Tonio Bödiker und dessen Ehefrau, Johanna Bödiker, geborene Devens. Nach dem Besuch des Gymnasiums nahm er mit dem Sommersemester 1900 ein Studium der Rechtswissenschaft auf, das ihn zu Beginn an die Universität in Heidelberg führte. Zum Dr. jur. wurde er 1903 in Leipzig mit der Arbeit „Wirkt nach Reichsrecht das vom Vermieter gegen den Mieter erstrittene Räumungsurteil Rechtskraft und Vollstreckbarkeit gegen den nach der Rechtsanhängigkeit aufgenommen Untermieter?“ promoviert.
Mit Ablegung des ersten Staatsexamens trat Bödiker zur weiteren Ausbildung am 30. September 1903 als Gerichtsreferendar in den Preußischen Justizdienst ein und wechselte in gleicher Stellung am 27. Oktober 1906 als nunmehriger Regierungsreferendar an die Königlich Preußische Regierung Düsseldorf. Mit bestandenem zweitem Staatsexamen 1909 zum Regierungsassessor ernannt, fand er im weiteren Beschäftigung als Hilfsarbeiter bei dem Landratsamt Nauen und wechselte 1911 in gleicher Funktion an das Landratsamt in Oldenstadt und zum 1. Januar 1913 an die Regierung Schleswig. Dort erhielt er am 22. August 1916 seine Ernennung zum Regierungsrat.
In der Nachfolge des nach Rheinbach versetzten Fritz Knoll im Mai 1918 kommissarisch mit der Verwaltung des Kreises Wipperfürth betraut, erhält er am 14. Februar des Folgejahres seine definitive Ernennung bzw. Einsetzung in dieses Amt, ehe er im September 1919 zunächst beurlaubt wird und schließlich aus dem Dienst scheidet. Anlässlich seines Todes vermerkte der Beamte des Standesamts Tempelhof handschriftlich auf der Sterbeurkunde, dass Otto Bödiker Leiter des Finanzamts Tempelhof sei und zwei minderjährige Kinder hinterlasse und ein Testament bestehe. Die Todesanzeige erstattete der Amtsvorsteher in Berlin-Tempelhof.

## Familie
Otto Bödiker heiratete am 4. September 1919 in Wilmersdorf Lucia Franziska Kochanek (geboren am 2. Oktober 1892 in Marienwerder; gestorben nach 1930), eine Tochter des Schuhmachermeisters Konrad Kochanek (verstorben vor dem 4. September 1919 in Marienwerder) und dessen Ehefrau Emma Kochanek, geb. Sonnabend (geboren am 14. August 1856 in Marienwerder; gestorben am 28. Januar 1949 in Charlottenburg). Ottos jüngerer Bruder Rudolf Bödiker war ebenfalls Landrat.